# Зиверс, Георг Людвиг Петер
Георг Людвиг Петер Зиверс (нем. Georg Ludwig Peter Sievers; 1775, Магдебург — 1830) — немецкий театральный критик и музыкальный критик, драматург, переводчик. Сын органиста Иоганна Фридриха Людвига Зиверса.

## Биография
Учился музыке в Магдебурге и Брауншвейге, однако предпочёл, в основном, литературную карьеру. Автор комедий «Череп Лессинга» (нем. Lessings Schädel; 1807), «Лимонный сад» (нем. Der Citronen-Wald; 1809) и др. Переводил театральные пьесы с французского языка (например, «Ганс фон Криккрак» — вольная переработка известной комедии Коллена д’Арлевилля «Господин Крак»). В 1813 году опубликовал учебник актёрского мастерства (нем. Schauspieler-Studien). С 1817 года жил в Париже, затем в Риме, публикуя статьи о музыкальной и культурной жизни обеих столиц во «Всеобщей музыкальной газете» и других германских изданиях. Опубликовал очерк творчества певицы Анджелики Каталани (1816) и памфлет «Моцарт и Зюссмайр: Об одном новом плагиате» (нем. Mozart und Süßmayr, ein neues Plagiat; 1829), в котором выступал в защиту Франца Ксавера Зюсмайера в ожесточённой полемике 1820-х гг. о роли последнего в завершении «Реквиема» Моцарта.